# Brachythecium mittenii
Brachythecium mittenii är en bladmossart som beskrevs av Nathaniel Lord Britton och Ferdinand François Gabriel Renauld 1909. Brachythecium mittenii ingår i släktet gräsmossor, och familjen Brachytheciaceae. Inga underarter finns listade i Catalogue of Life.